# Спліт (аеропорт)

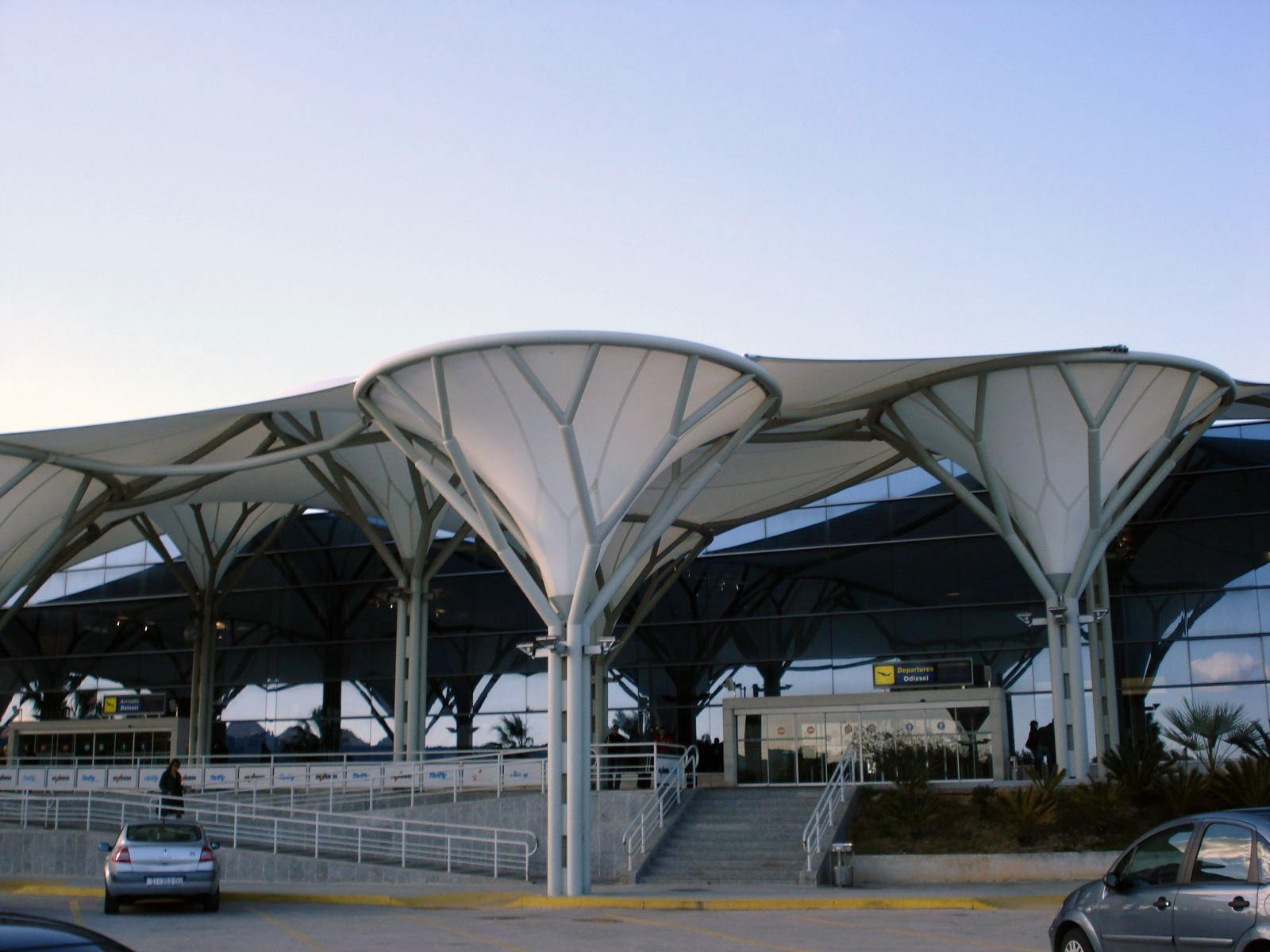
Вхід в аеропорт Спліт

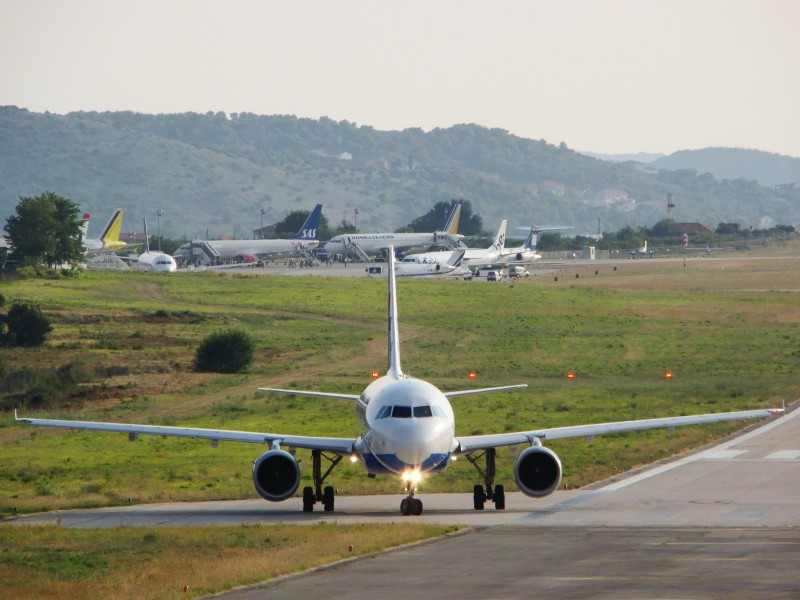
Airbus A320 авіакомпанії Croatia Airlines в аеропорту Спліта на злітно-посадковій смузі

Аеропорт Спліт (хорв. Zračna luka Split, IATA: SPU, ICAO: LDSP) — міжнародний аеропорт, що обслуговує міста Спліт, Каштела, Трогір та інші прибережні міста Середньої Далмації в Хорватії.
Спліт є третім за пасажирообігом аеропортом Хорватії (після Загреба і Дубровника). Він також служить важливим вузловим аеропортом Хорватських авіаліній (Croatia Airlines), пропонуючи перельоти в багато європейських міст (Лондон, Амстердам, Франкфурт, Рим, Париж тощо). 

## Авіалінії та напрямки, серпень 2020

### Пасажирські
| Авіакомпанія                   | Пункт призначення |
| ------------------------------ | --- |
| Aegean Airlines                | Сезонний: Афіни |
| Aer Lingus                     | Сезонний: Дублін |
| Aeroflot                       | Сезонний: Москва–Шереметьєво |
| Air France                     | Сезонний: Париж-Шарль де Голль |
| Air Serbia                     | Сезонний: Белград |
| airBaltic                      | Сезонний: Рига |
| AirExplore                     | Сезонний: Братислава |
| Alitalia                       | Сезонний: Рим–Ф'юмічіно |
| Austrian Airlines              | Сезонний: Відень |
| British Airways                | Сезонний: Лондон-Сіті, Лондон–Хітроу |
| Brussels Airlines              | Сезонний: Брюссель |
| Condor                         | Сезонний: Дюссельдорф, Франкфурт, Ганновер |
| Croatia Airlines               | Франкфурт, Мюнхен, Рим–Ф'юмічіно, Загреб Сезонний: Афіни, Белград, Берлін-Тегель, Копенгаген, Дубровник, Дюссельдорф, Лондон–Гатвік, Лондон–Хітроу, Ліон, Осієк, Париж–Шарль де Голль, Скоп'є, Відень, Цюрих              |
| easyJet                        | Сезонний: Амстердам, Белфаст-Міжнародний, Берлін–Шенефельд, Бристоль, Глазго, Лондон–Гатвік, Лондон–Лутон, Лондон–Станстед, Ліон, Манчестер, Мілан–Мальпенса, Неаполь, Ньюкасл, Париж–Шарль де Голль, Париж–Орлі, Венеція |
| easyJet Switzerland            | Сезонний: Базель-Мюлуз-Фрайбург, Женева |
| Edelweiss Air                  | Сезонний: Цюрих |
| Eurowings                      | Кельн/Бонн, Дюссельдорф, Штутгарт Сезонний: Берлін–Тегель, Дортмунд, Гамбург, Ганновер, Зальцбург |
| Finnair                        | Сезонний: Гельсінкі |
| Great Dane Airlines            | Сезонний: Ольборг |
| Iberia                         | Сезонний: Мадрид |
| Jet2.com                       | Сезонний: Бірмінгем, Східний Мідландс, Единбург, Лідс/Бредфорд, Лондон–Станстед, Манчестер |
| KLM                            | Сезонний: Амстердам |
| LOT Polish Airlines            | Сезонний: Гданськ, Катовиці, Люблін, Познань, Варшава–Шопен |
| Lufthansa                      | Сезонний: Франкфурт, Мюнхен |
| Luxair                         | Сезонний: Люксембург |
| Norwegian Air Shuttle          | Сезонний: Берген, Копенгаген, Гетеборг Гельсінкі, Осло–Гардермуен, Ставангер, Стокгольм–Арланда, Тронгейм |
| Novair                         | Сезонний: Гетеборг, Стокгольм–Арланда |
| Ryanair                        | Сезонний: Дублін, Штутгарт |
| Scandinavian Airlines          | Сезонний: Орхус, Олесунн, Берген, Біллунн, Копенгаген, Гетеборг, Гельсінкі, Крістіансанн, Осло–Гардермуен, Ставангер, Стокгольм–Арланда, Тронгейм                                                                         |
| SmartWings                     | Сезонний: Катовиці, Прага, Варшава–Шопен Сезонний чартер: Острава |
| Trade Air                      | Сезонний: Дубровник, Осієк, Пула, Рієка, Загреб |
| Transavia                      | Сезонний: Роттердам |
| Transavia France               | Сезонний: Париж–Орлі |
| TUI Airways                    | Сезонний:' Бірмінгем (з 7 травня 2021) Лондон–Гатвік, Манчестер |
| TUIfly Belgium                 | Сезонний: Антверпен, Лілль |
| TUI fly Nordic                 | Сезонний чартер: Гетеборг, Норрчепінг |
| Ukraine International Airlines | Сезонний: Київ–Бориспіль |
| Volotea                        | Сезонний: Афіни, Барі, Бергамо, Бордо, Ліон, Марсель, Нант, Ніцца, Палермо, Тулуза, Венеція |
| Vueling                        | Сезонний: Барселона, Рим–Ф'юмічіно |
| Widerøe                        | Сезонний: Тронгейм |
| Windrose Airlines              | Сезонний: Київ–Бориспіль |
| Wizz Air                       | Дортмунд Сезонний: Катовиці, Лондон–Лутон, Варшава–Шопен |

## Історія
Аеропорт був відкритий 25 листопада 1966. Перон мав розміри всього 200×112 m і мав 6 місць для паркування У 1968 році пасажиропотік був вже на відмітці 150 737, а в 1969 році — на 235 000. У 1967 році фартух було подовжено вперше, для розміщення 10 літаків. Найбільше довоєнне число пасажирів було досягнуто в 1987 році у загальній кількості 1151580 пасажирів і 7873 посадок. Приблизно в той же час було побудовано новий термінал, і перон був продовжений ще раз. У 1991 році показник пасажиропотоку скоротився майже до нуля, через війну в колишній Югославії. У наступні роки більша частина трафіку була зайнята НАТО і ООН, вантажними літаками, такими як C-5 Galaxy, MD-11, Боїнг-747 і C-130 Hercules. Після 1995 року цифри цивільного трафіку почали рости знову, і, нарешті, в 2007 році стали переважати показник 1987 року. У 2005 році на терміналі було проведено великі косметичні зміни, додано ще один вхід, скляний фасад, і ін.. Зараз аеропорт використовується головним чином у літній час, так як місто Спліт є великим туристичним центром. По суботах самі напружені дні тижня (більш ніж 100 посадок і 20 000 пасажирів).

## Статистика
| Рік  | Пасажирообіг | Зміна % пасажирообігу | Вантажообіг | Зміна % вантажообігу |
| ---- | ------------ | --------------------- | ----------- | -------------------- |
| 2000 | 540,603      | n/a                   | 1,452       | n/a                  |
| 2001 | 568,625      | 5.18▲                 | 1,214       | 16.39▼               |
| 2002 | 617,005      | 8.51▲                 | 956         | 21.25▼               |
| 2003 | 698,128      | 13.15▲                | 931         | 2.62▼                |
| 2004 | 778,771      | 11.55▲                | 981         | 5.37▲                |
| 2005 | 934,049      | 19.94▲                | 877         | 10.6▼                |
| 2006 | 1,095,852    | 17.32▲                | 1,459       | 66.36▲               |
| 2007 | 1,190,551    | 8.64▲                 | 1,482       | 1.58▲                |
| 2008 | 1,203,778    | 1.11▲                 | 1,081       | 27.06▼               |
| 2009 | 1,115,099    | 7.37▼                 | n/a         | n/a                  |
| 2010 | 1,219,741    | 9.38▲                 | n/a         | n/a                  |
| 2011 | 1,300,381    | 6.61▲                 | n/a         | n/a                  |
| 2012 | 1,425,749    | 9.64▲                 | 649         | n/a                  |
| 2013 | 1,581,734    | 10.94▲                | 462         | 28.81▼               |
| 2014 | 1,752,657    | 10.81▲                | 429         | 7.14▼                |
| 2015 | 1,955,400    | 11.57▲                | n/a         | n/a                  |
| 2016 | 2,289,987    | 17.11▲                | n/a         | n/a                  |
| 2017 | 2,818,176    | 23.1▲                 | n/a         | n/a                  |
| 2018 | 3,124,067    | 10,85▲                | 273         | n/a                  |
| 2019 | 3,301,930    | 5,69▲                 | 273         | n/a                  |

|}

## Галерея

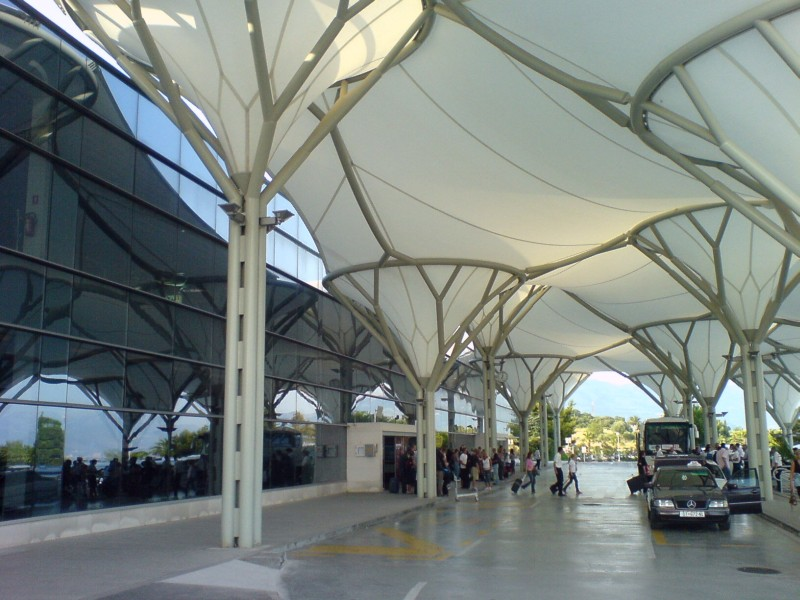
Вхід в термінал
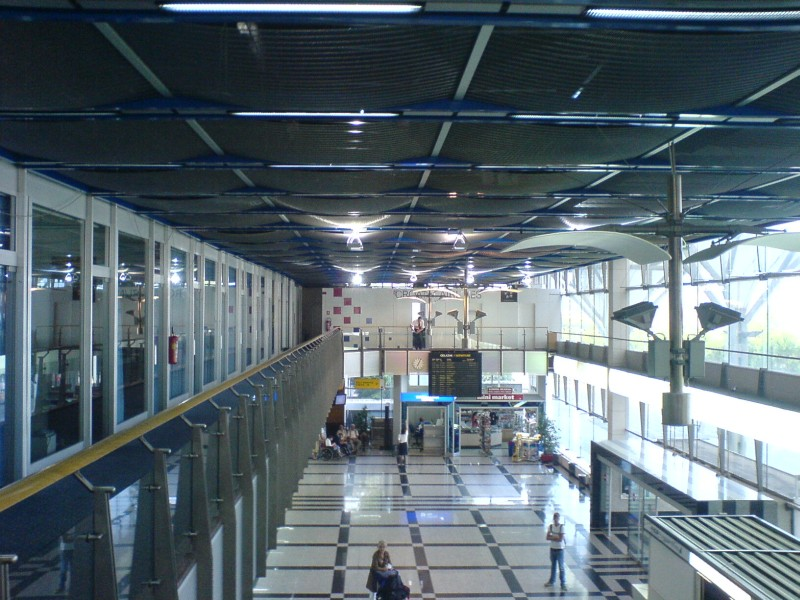
Інтер'єр терміналу
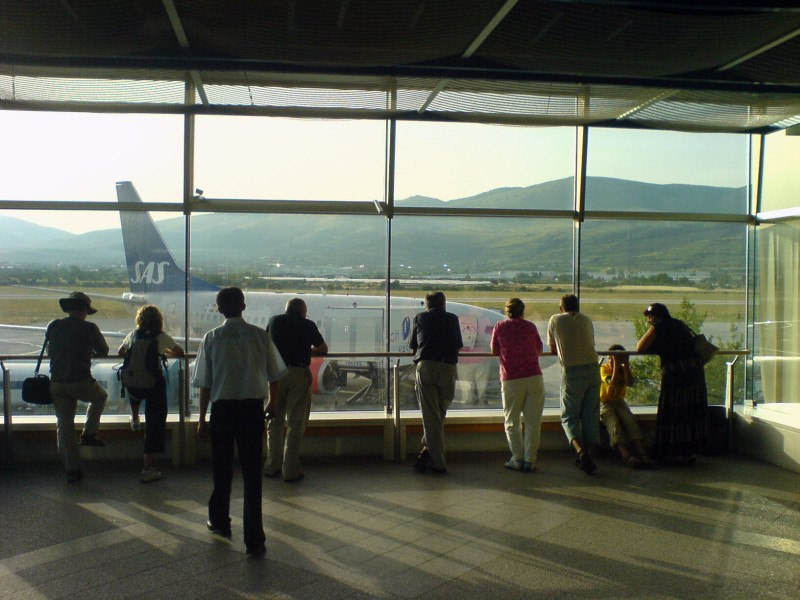
Вид з терміналу
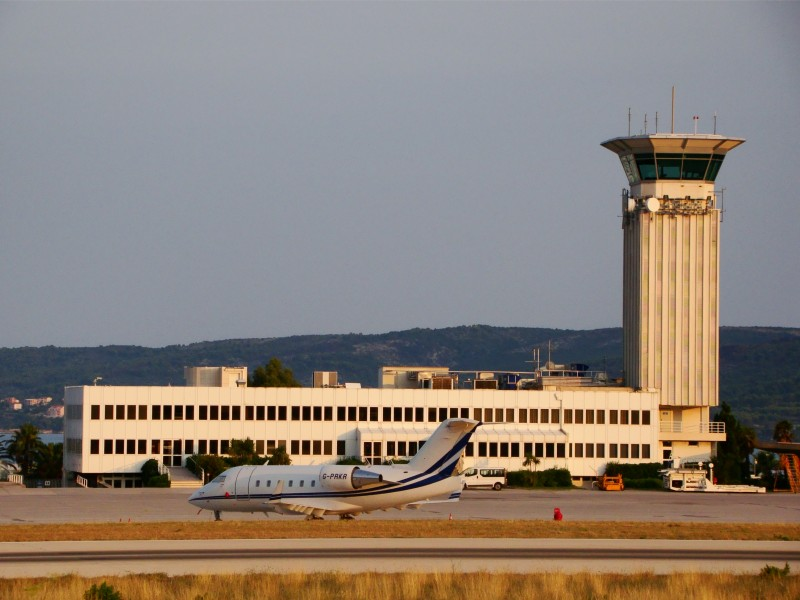
Диспетчерська вежа
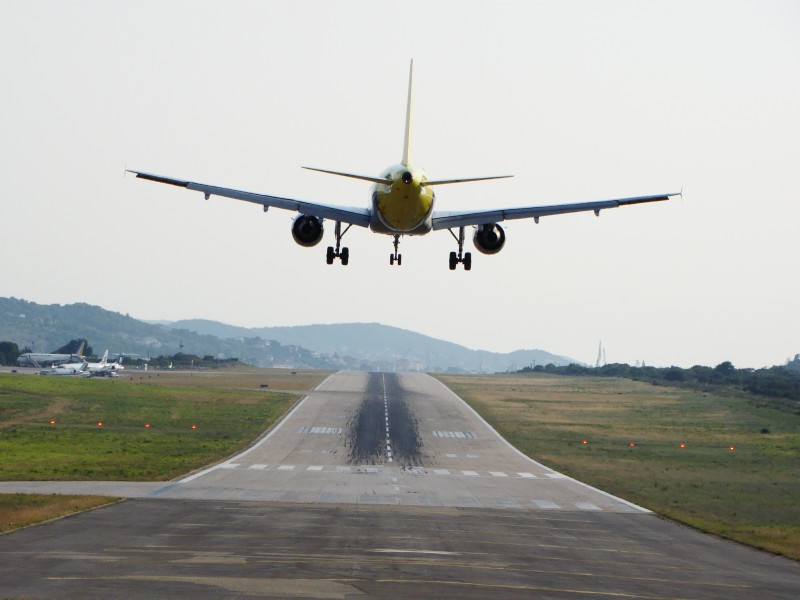
Літак Airbus A320 авіаліній GermanWings здійснює посадку в аеропорту Спліт
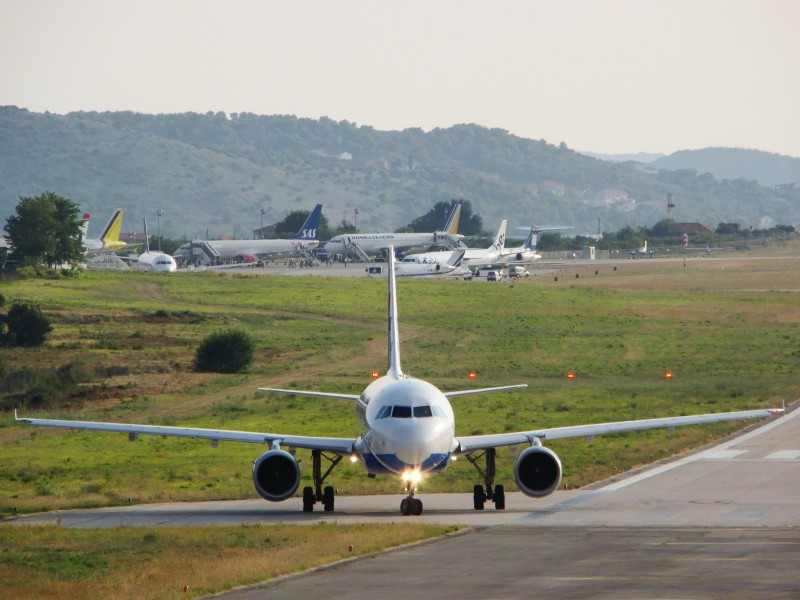
Croatia Airlines Airbus A320
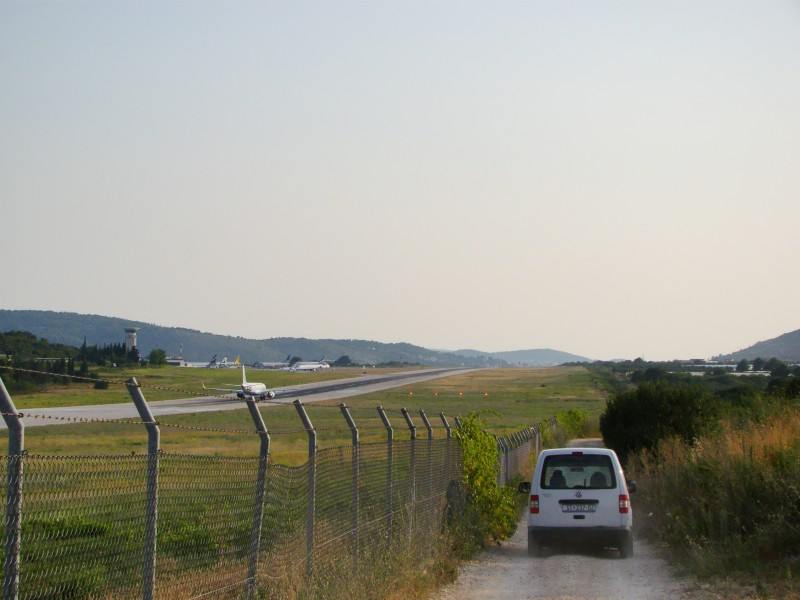
Злітно-посадкова смуга
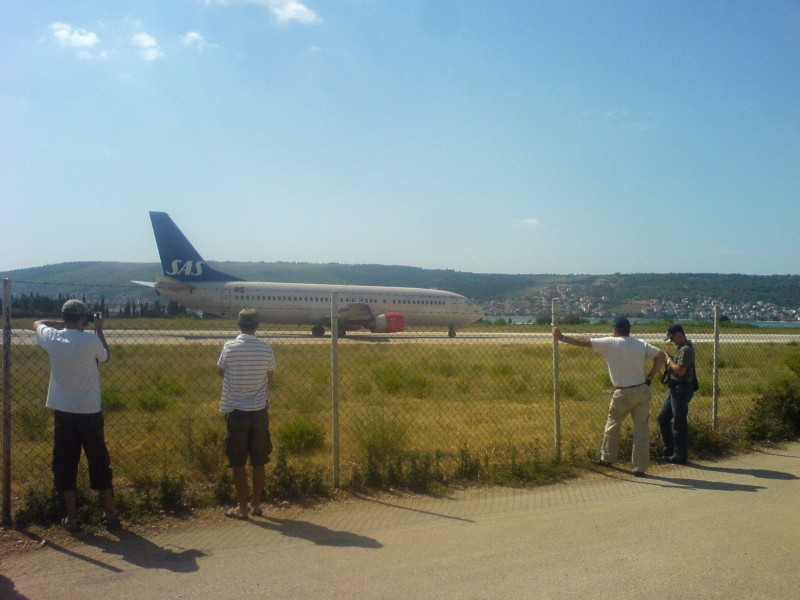
Коректувальники біля злітно-посадкової смуги
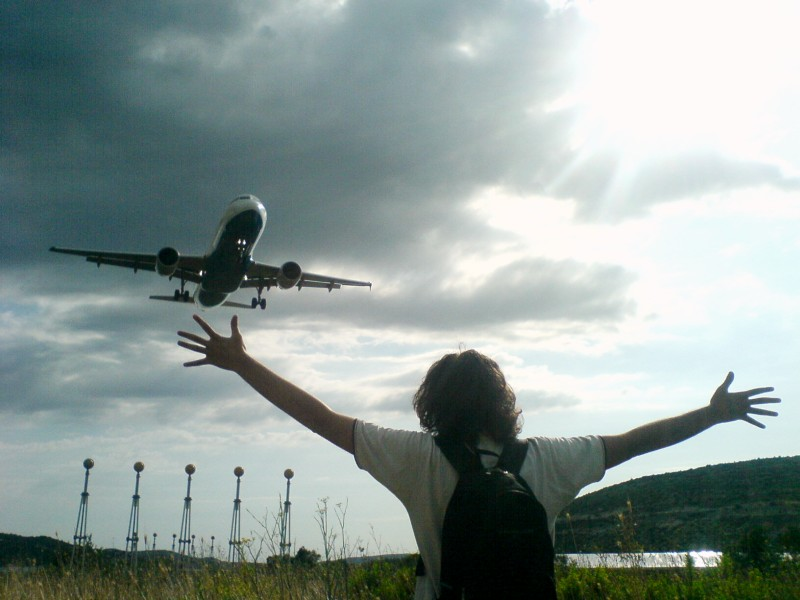
Spotting point at the runway 05 threshold
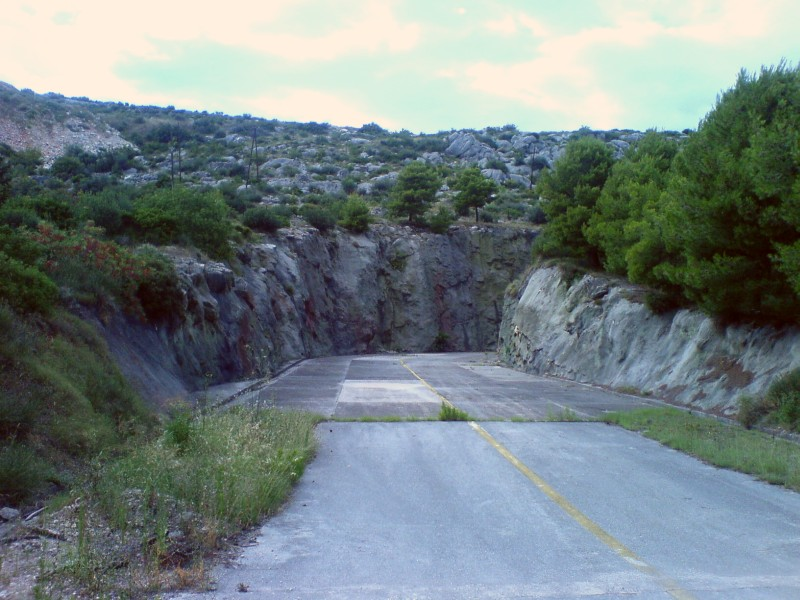
Один з двох старих військових тунелів, використовуваних для зберігання МіГ-21, винищувачів та інших літаків